# Алексін Владислав Сергійович
Владислав Сергійович Алексін (рос. Владислав Сергеевич Алексин; нар. 3 вересня 1992, Зарафшан, Узбекистан) — узбецький та російський футболіст, нападник «Киргизалтина».

## Життєпис
Народився в місті Зарафшан, дорослу футбольну кар'єру розпочав 2010 року в місцевому клубі «Кизилкум». Після цього два сезони провів у самаркандському «Динамо».
Владислав грав за клуби ЛФЛ Росії з 2012 року. У 2013 році став найкращим бомбардиром чемпіонату ЛФЛ, у 25 матчах за «Спартак-2» (Щолково) футболіст відзначився 30 голами. Напередодні старту сезону 2015/16 років побував на перегляді в клубі ФНЛ «Волгар» (Астрахань), але команді не підійшов. У 2016 році повернувся на батьківщину, де підписав контракт з «Нарином». По ходу сезону перейшов до клубу вищої ліги чемпіонату Узбекистану ФК «Навбахор»
20 лютого 2017 року оголосили про перехід Владислава Алексіна в «Авангард» (Курськ). Потім грав за КАМАЗ. 
З 2018 року став виступати в Прем'єр-лізі окупованого Криму за низку місцевих клубів, а також узбецький «Кизилкум» та російський СКА (Ростов-на-Дону).
З 2023 року став грати у Киргизстані, граючи за «Дордой» та «Киргизалтин».

## Досягнення
- Першість ПФЛ
  -  Чемпіон (1): 2016/17